# معركة فج المركويز
معركة فج المركويز (بالإسبانية: Batalla de la Morcuera)‏، معركة وقعت عام 865م (251 هـ) في منطقة ألبة والقلاع، بالقرب من ميراندا دي إيبرو. دارت المعركة بين تحالف من كونتية قشتالة ومملكة أستورياس بقيادة رودريغو كونت قشتالة ضد جيش الدولة الأموية في الأندلس بقيادة الأمير محمد بن عبد الرحمن. وكان الانتصار من نصيب المسلمين.

## المعركة
وفقًا لابن عذاري، فقد أرسل الأمير محمد بن عبد الرحمن ولده عبد الرحمن في سنة 251 هـ/865 م لغزو ألبة والقلاع، بينما ذهب ابن حيان القرطبي إلى إن اقيادة الحملة كانت لشقيق الأمير المنذر بن عبد الرحمن، وكانت قيادة الجيش للحاجب عيسى بن الحسن بن أبى عبدة. اجتاحت الحملة تلك المنطقة، وجمعت الكثير من الغنائم، كما دمرت عدد من الحصون التابعة لرودريغو كونت قشتالة ولأردونيو الأول ملك أستورياس وباقي أمراء تلك المنطقة، دون أن تلقى مقاومة تذكر. ثم توجّهت إلى الملاحة، وكانت من كبرى المدن التابعة لأردونيو الأول، فحطمت ما حواليها ومحت آثارها.
حاول جيش أردونيو أن يعترض سبيل جيش الأمويين عند العودة، فأعدّ كمينًا لهم عند طريق محصور بين جبلين على مقربة من نهر إبره يدعى «فج المركويز»، فدارت المعركة بينه وبين المسلمين، وانتصر فيها جيش الأمويين، وقُتل وأُسر وغرق عدد كبير من جيش أدرونيو. وقد قدّر ابن عذارى عدد قتلى جيش أردونيو يومئذ 20,472 مقاتل.

## نتائج المعركة
أوقفت تلك الهزيمة محاولات الممالك المسيحية في شمال أيبيريا لتوطين المسيحيين في منطقة قشتالة القديمة التي كانت تُمثل الحد بين أراضي الأمويين في الجنوب وأراضي الممالك المسيحية في الشمال لفترة من الزمن. قبل أن يعاود ألفونسو الثالث ملك أستورياس المحاولة فيما بعد. كما شجع نجاح تلك الحملة محمد بن عبد الرحمن على إرسال حملات أخرى في عامي 866 و867 على تلك المنطقة فافتتح حصون سيريزو رايو تايرون وإبريلوس وغرانيون.